# Liste der Biografien/Anden
Liste der Biografien |
Portal Biografien |
Personensuche
# |
A |
B |
C |
D |
E |
F |
G |
H |
I |
J |
K |
L |
M |
N |
O |
P |
Q |
R |
S |
T |
U |
V |
W |
X |
Y |
Z |
?
 
Aa |
Ab |
Ac |
Ad |
Ae |
Af |
Ag |
Ah |
Ai |
Aj |
Ak |
Al |
Am |
An |
Ao |
Ap |
Aq |
Ar |
As |
At |
Au |
Av |
Aw |
Ax |
Ay |
Az
 
Ana–Anc |
And |
Ane |
Anf |
Ang |
Anh |
Ani |
Anj |
Ank |
Anl |
Anm |
Ann |
Ano |
Anp |
Anq |
Anr |
Ans |
Ant–Anz
 
Anda |
Ande |
Andh |
Andi |
Andj |
Andl |
Ando |
Andr |
Ands |
Andu |
Andy |
Andz
 
Andec |
Andel |
Andem |
Anden |
Andeo |
Ander |
Andes |
Andew |
Andex
Die Liste der Biografien führt alle Personen auf, die in der deutschsprachigen Wikipedia einen Artikel haben. Dieses ist eine Teilliste mit 9 Einträgen von Personen, deren Namen mit den Buchstaben „Anden“ beginnt.

## Anden
- Andén, Eva (1886–1970), schwedische Schriftstellerin und Journalistin
- Andén, Hans (* 1928), schwedischer Diplomat, Botschafter in Bulgarien und Neuseeland
- Anden, Mathew (1942–1985), deutscher Theater-, Fernseh- und Filmschauspieler
- Anden, Mini (* 1978), schwedisches Supermodel und SchauspielerinMini Anden (* 1978)

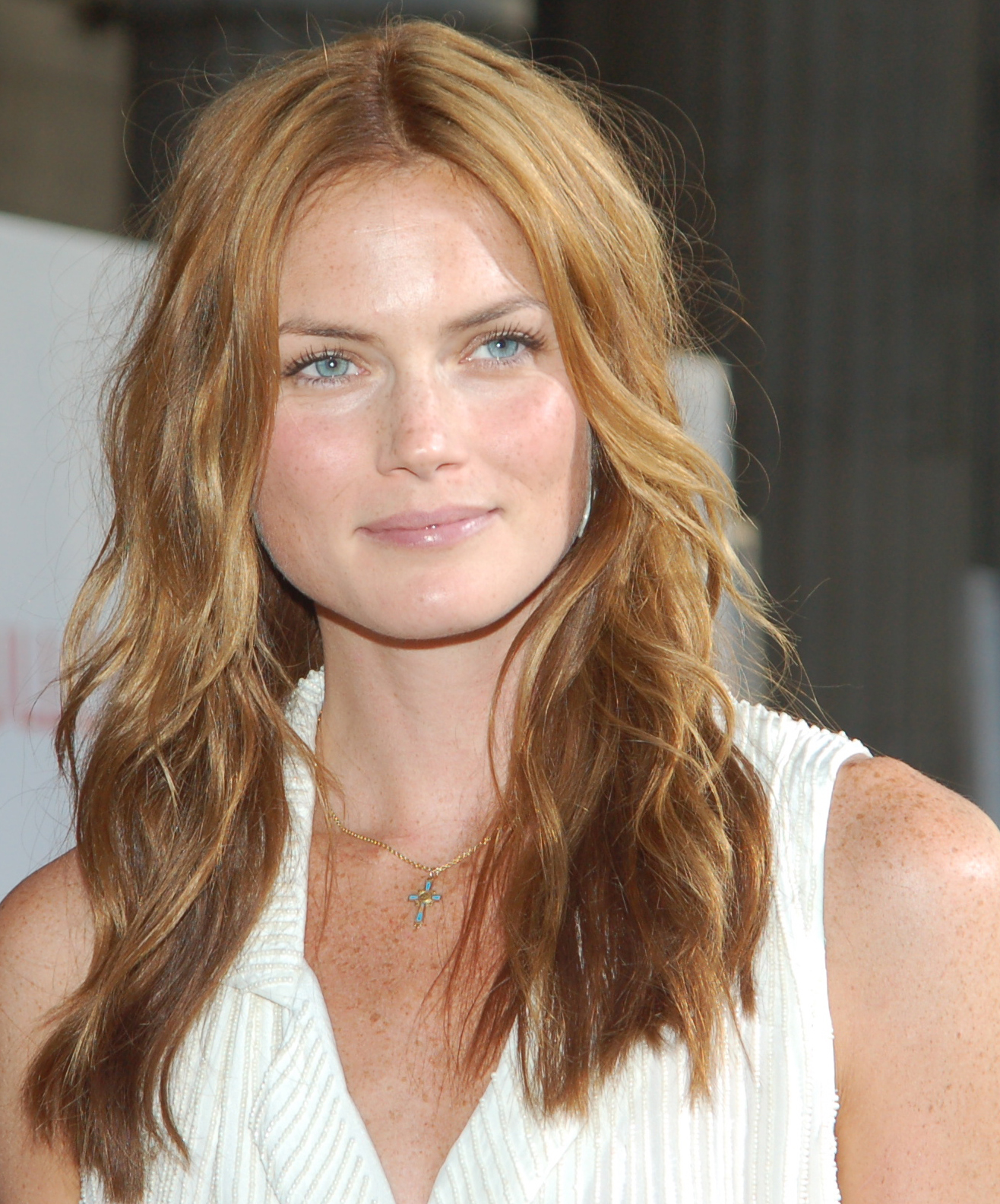
Mini Anden (* 1978)

### Andena
- Andenæs, June (* 1983), norwegische Handballspielerin

### Andenm
- Andenmatten, Arnold (1922–2018), Schweizer Skisportler und -lehrer
- Andenmatten, Leo (1922–1979), Schweizer Maler, Zeichner und Galerist

### Andenn
- Andenna, Cristina (* 1971), italienische Historikerin
- Andenna, Giancarlo (* 1942), italienischer Historiker